# Castle Rock (Kolorado)

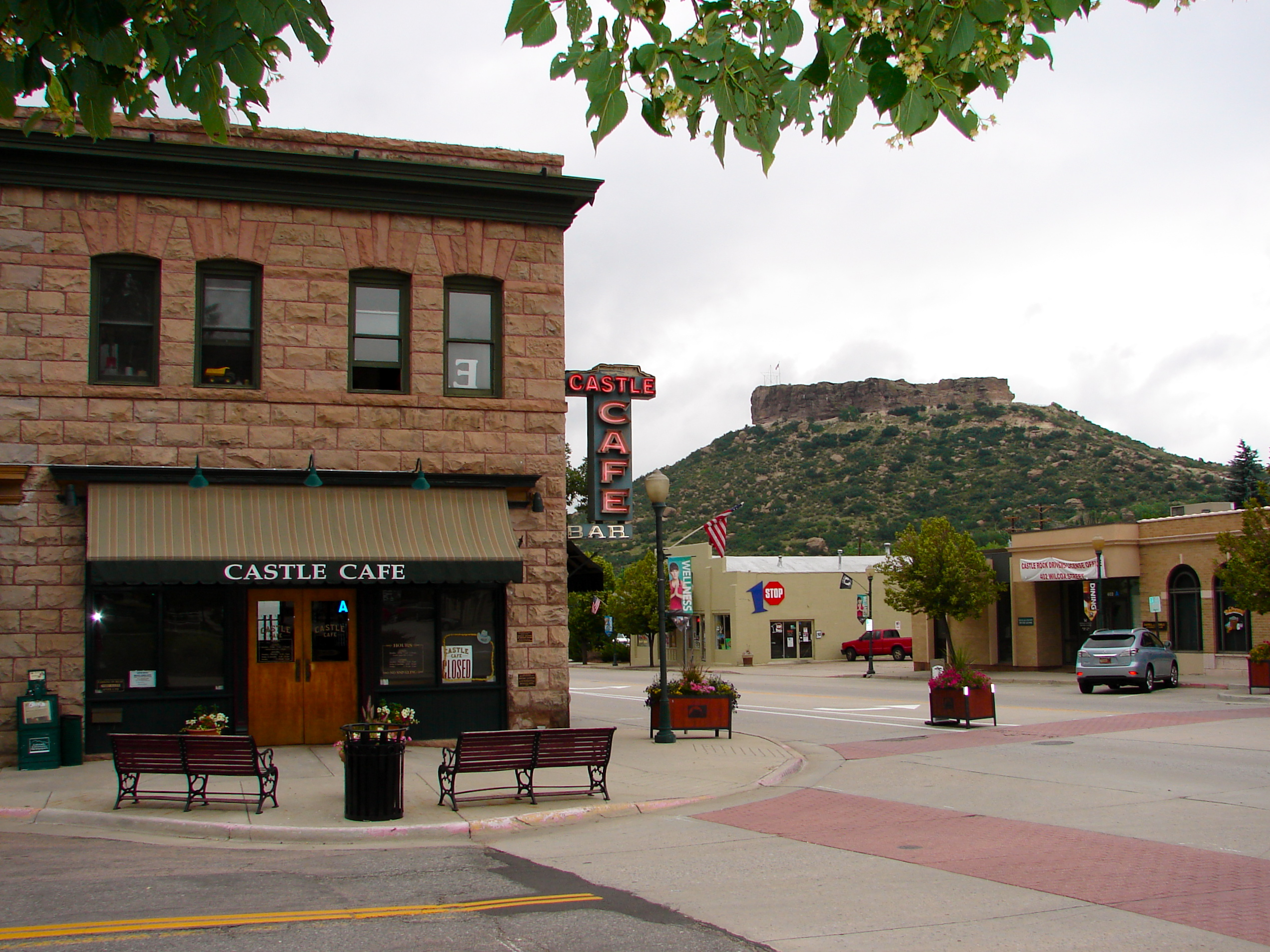
Keystone Hotel w Castle Rock

Castle Rock – miasto w Stanach Zjednoczonych, w stanie Kolorado, siedziba administracyjna hrabstwa Douglas. W spisie ludności z 2020 roku populacja miasta wyniosła 73 158 osób, co stanowi wzrost o 51,7% w porównaniu ze spisem z roku 2010. Miasto należy do aglomeracji Denver.